# Stachyris leucotis
El timalí orejudo (Stachyris leucotis) es una especie de ave paseriforme de la familia Timaliidae propia del sudeste asiático. 

## Distribución y hábitat
El timalí orejudo se encuentra únicamente en el sur de la península malaya, y las islas de Sumatra y Borneo. Su hábitat natural son los bosques húmedos tropicales de zonas bajas. Está amenazado por la pérdida de hábitat.